# ヘンリー・F.ギルバート
ヘンリー・フランクリン・ベルナップ・ギルバート（Henry Franklin Belknap Gilbert, 1868年9月26日 - 1928年5月19日）はアメリカ合衆国の作曲家・民謡蒐集家。20世紀初頭のアフリカ系アメリカ人の民族音楽に関心を寄せた人物として名を遺しており、シンフォニック・ジャズの早すぎた先駆者と位置付けられることもある。
マサチューセッツ州ソマヴィルに生まれ、ニューイングランド音楽院に在籍してエドワード・マクダウェルに作曲を、エミール・モレンハウアーにヴァイオリンを師事。卒業後は実業界に進んだが、1900年にギュスターヴ・シャルパンティエの歌劇《ルイーズ》の上演に接して音楽界に復帰し、とりわけアメリカの民謡や大衆音楽に興味を示すようになった。フィールドワークで覚えた音楽を編曲した《黒人風のエピソード（Negro Episode ）》は、1896年にニューヨークで上演され、1905年には、ミンストレルの3つの旋律に基づく管弦楽組曲《アメリカ風（Americanesque）》を完成させた。
ギルバートは、民族音楽への関心からアメリカの黒人音楽へと引き込まれ、出世作である1910年の管弦楽曲《黒人の主題による喜劇序曲（Comedy Overture on Negro Themes）》も、黒人の民謡を用いたことで最初の大成功となった。次なる成功作の《黒人狂詩曲（Negro Rhapsody）》もやはり管弦楽曲である。その後はアメリカ先住民やルイジアナのクレオールの民族音楽に基づく作品を手懸けた。《3つのアメリカ舞曲（Three American Dances）》や《2つのエピソード（Two Episodes）》《海への騎行（Riders to the Sea）》はあまり人気がなかった。1922年には、映画「船に打ち乗り海原さして　（Down to the Sea in Ships）」の音楽を手懸けている。
最大の成功作は、クレオールの主題による標題音楽《コンゴ広場のダンス（The Dance in Place Congo）》である。もともと1908年には完成していたが、指揮者カール・ムックによって「ニガーの音楽」としてボストン公演を拒絶されてから、1918年にメトロポリタン歌劇場においてバレエとして上演されるまでの間、演奏されず仕舞いであった。《コンゴ広場のダンス》は、1927年7月1日、国際現代音楽祭フランクフルト大会で作曲者の臨席のもとに上演されて称賛を勝ち得たが、この頃ギルバートは体調が優れず、翌年マサチューセッツ州のケンブリッジに永眠した。
ギルバートの作品は、作曲者の存命中はおおむね歓迎されたが、作曲者の没後まもなく名声は衰え、滅多に演奏されなくなった。

## 参考資料
- David Ewen, Encyclopedia of Concert Music.  New York; Hill and Wang, 1959.
- Katherine E. Longyear, "Henry F. Gilbert", in H. Wiley and Standforth (eds.), The New Grove Dictionary of Music. London; MacMillan, 1986.
- Allyn Shipton, A New History of Jazz. London; Continuum, 2001.